# Sofiane Hiouani
Sofiane Hiouani est un joueur puis entraîneur algérien de handball,.

## Palmarès d'entraîneur

### avec les Clubs
- MC Alger (féminine)
  - Vainqueur de la Coupe d'Afrique des vainqueurs de coupe: 2003[4]
  - Vainqueur de la Coupe d'Algérie féminine : 2003, 2004[5]
  - Championnat d'Algérie : 2003, 2004

-  Mudhar Club

- Vainqueur de la Ligue des champions d'Asie : 2011

- Sharjah FC
  - Vainqueur de la Coupe des vice-présidents des Émirats arabes unis (2) : 2016, 2023
  - Vainqueur de la Coupe des Émirats arabes unis : 2017, 2022
  - Vainqueur du Championnat des Émirats arabes unis (3): 2019, 2020 , 2022
  - Vainqueur de la Coupe des président des Émirats arabes unis (2) : 2019 , 2022
  - 3e place de la Ligue des champions d'Asie : 2018, 2019
  - Vainqueur de la Supercoupe des Émirats arabes unis (2) : 2019  ,  2022
  - Vainqueur de la Supercoupe Émirats arabes unis-Bahrain: 2019
    - Finaliste : 2022
- CR Bordj Bou Arreridj
  - Vainqueur de la Supercoupe d'Algérie : 2017
  - Finaliste de la Coupe d'Algérie : 2018

### Équipes nationales
- Équipe d'Algérie  junior et A
  - 4e place du Championnat d'Afrique junior : 2006
  - 24e place du Championnats du monde junior : 2013
  - 6e place du  Championnat d'Afrique des nations en  2018

- Équipe d'Arabie saoudite junior et jeunes
  - 5e place du Championnat d'Asie jeunes : 2012
  - 4e place du Championnat d'Asie junior : 2012
  - 3e place Championnat arabe junior : 2012
- Équipe des Émirats arabes unis
  - 9e place du championnat d'Asie masculin de handball :2022